# Hora H
Hora H је трећи албум бразилске групе Банда Ева. Албум је издат 1995. године.

## Песме
1.   Cupido vadio  (David Sales) 
2.   Me abraça    (Jorge Xeréu - Roberto Moura) 
3.   Beijo veneno    (Cecéu - Antônio Barros) 
4.   Naná, naná    (Lula Novaes - Lú - Cay) 
5.   Hora H    (Dinha) 
6.   Tá na cara    (Gonzaguinha) 
7.   Nabucodonosor    (Alfredo Moura) 
8.   Coleção    (Paulo Zdanowski - Cassiano) 
9.   Pegue aí    (Lú - Cay - Jucka Maneiro) 
10.  Querer   (Davi Sales) 
11.  Manda ver    (Gilson Babilônia - Alain Tavares) 
12.  Pot-pourri de capoeira:  
- Na onda do berimbau (Oswaldo Nunes)
- Vi dois camarões sentados (Edmundo Carôso)
- Paranauê (Edmundo Carôso)

13.  Neguinho Blues - Instrumental   (Paulinho Andrade) 